# خفاش حذوة ميهيلي
خفاش حذوة ميهيلي أو خفاش الحدوة ميهيلي  (Mehely's horseshoe bat) هو نوع من الخفافيش من عائلة خفاش الحذوة يتواجد في الأجزاء الشرقية من أوروبا وفي بعض أجزاء الشرق الأوسط، يعتبر من الخفافيش المتوسطة الحجم، عادة ما يكون لون فروه البطني أبيض ولون فروه الظهري رمادي وبني مع أذان وجناح رمادي بني، يعيش هذا الخفاش في الكهوف قرب المياه ويفضل الابتعاد عن المناطق الإنسانية ويتغذى هناك على الحشرات.